# 반심리학
반심리학은 자신이 바라는 것과 반대되는 생각이나 행동을 옹호함으로써 상대방을 자신이 바라는 방향으로 설득시키는 기술을 말한다. 이는 사람이 설득 당하는 것에 대한 부정적인 반응을 보인다는 심리학적 현상을 바탕에 두고 있다. 즉, 사람들은 남에게 설득 당하는 것을 싫어하여 남이 제안한 것의 반대로 행동하는 경향을 보인다.

### 효과
반심리학의 사용은 이 기술의 대상이 되는 사람의 자신감을 떨어뜨려 그 자아에 부정적인 영향을 준다. 반심리학의 기술을 제한적으로 사용할 시에만 긍정적인 결과를 낳을 수 있다.

### 어린이
반심리학은 어린이에게 많이 사용된다. 어린이는 주변 환경으로부터 압력을 받으면 제한 받은 자유를 되찾기 위해 그 압력을 거부하는 반응을 많이 한다. 많은 부모들이 어린 아이들을 잘 다루기 위해 반심리학을 이용한다. 마음속으로는 자신의 아이가 밖에 나가서 놀기를 원하지만 실제로 아이에게 집 안에서 놀라고 말하는 경우가 그 예시이다.
하지만 반심리학의 기술이 말을 잘 듣지 않는 아이를 다루기 위한 수단으로 사용되는 것에 대한 의문이 제기 되고 있다. 이런 면에서 아이를 양육할 때 반심리학을 이용하지 말라는 주장도 있다. 즉 반심리학이 아이들을 혼란스럽게 만들고, 정직하지 않으며 실제로 효과가 없는 방법이라는 것이다. 또한 아이들이 부모의 말에 반대로 행동하는 것을 내버려 두면 부모로서의 권위도 떨어져 부정적인 결과를 초래할 수도 있다.

### 역설적 마케팅
반심리학은 마케팅에서도 적용된다. 모든 물건에 접근할 수 있다고 생각되는 이 세상에 "낮은 접근성"이 새로운 판매 포인트가 되고 있어 시장 판매와 마케팅을 제한시켜 명예를 얻는 브랜드가 있다. 특히 일본에서 "비밀 브랜드"라고도 불리는 브랜드는 정식 상점, 카탈로그, 홈페이지가 모두 없어 상품을 찾기가 매우 어렵기 때문에 오히려 사람들의 인기를 얻는다.

## 같이 보기
- 악마의 변호인
- 이중구속
- 스트라이샌드 효과